# Sphaerodorum papillifer
Sphaerodorum papillifer är en ringmaskart som beskrevs av Moore 1909. Sphaerodorum papillifer ingår i släktet Sphaerodorum och familjen Sphaerodoridae. Inga underarter finns listade i Catalogue of Life.